# Pterolophia laterialbipennis
Pterolophia laterialbipennis là một loài bọ cánh cứng trong họ Cerambycidae.